# Julija Wladimirowna Schokschujewa
Julija Wladimirowna Schokschujewa (russisch Юлия Владимировна Шокшуева, wiss. Transliteration Julija Vladimirovna Šokšueva; * 21. Februar 1988 in Syktywkar, ASSR der Komi, Russische SFSR, Sowjetunion) ist eine russische Bobsportlerin.

## Karriere
Bei der Weltmeisterschaft 2015 in Winterberg belegte Schokschujewa Platz 10 mit der Mannschaft und Platz 13 im Zweierbob mit Nadeschda Sergejewa. Bei der Weltmeisterschaft 2016 in Innsbruck-Igls in Österreich gewann sie die Silbermedaille im Mannschaftswettbewerb. Bei der Weltmeisterschaft 2017 auf der Kunsteisbahn Königssee am bayerischen Königssee belegte sie beim Teamwettbewerb den fünften Platz.
Bei der Europameisterschaft 2016 in St. Moritz wurde Schokschujewa Fünfte im Zweierbob zusammen mit Alexandra Rodionowa. Ein Jahr später wurden die beiden Vierte bei der Europameisterschaft 2017 in Winterberg.
2016 wurde sie russische Meisterin.